# Ел Серо де ла Сиља (Долорес Идалго Куна де ла Индепенденсија Насионал)
Ел Серо де ла Сиља (шп. El Cerro de la Silla) насеље је у Мексику у савезној држави Гванахуато у општини Долорес Идалго Куна де ла Индепенденсија Насионал. Насеље се налази на надморској висини од 1956 м.

## Становништво
Према подацима из 2010. године у насељу су живела 3 становника.

### Хронологија
| Година       | 2000 | 2005 | 2010 |
| ------------ | ---- | ---- | ---- |
| Становништво | 1    | 1    | 3    |

### Попис
| # | Индикатор                     | Вредност |
| - | ----------------------------- | -------- |
| 1 | Укупно домаћинстава           | 2        |
| 2 | Укупно насељених домаћинстава | 1        |
| 3 | Величина локације             | 1        |